# Appin
Appin (An Apainn in gaelico) è un remoto distretto costiero delle Highlands scozzesi occidentali delimitato a ovest dal Loch Linnhe, a sud dal Loch Creran, a est dai distretti di Benderloch e Lorne e a nord dal Loch Leven. È lungo circa 14 miglia e largo 7. Appartiene all'area amministrativa Argyll e Bute.
Questo luogo è anche noto per essere stato il luogo dove avvenne l'omicidio di Appin, delitto del 1752 tuttora irrisolto.